# Contea di St. Francois
La contea di St. Francois in inglese St. Francois County è una contea dello Stato del Missouri, negli Stati Uniti. La popolazione al censimento del 2000 era di 55 641 abitanti. Il capoluogo di contea è Farmington.